# Copa Ciudad de Tigre 2017

El torneo Copa Ciudad de Tigre 2017 fue un torneo profesional de tenis. Pertenece al ATP Challenger Series 2017. Se disputó su 1.ª edición sobre superficie dura, en Buenos Aires, Argentina, entre el 14 y el 19 de marzo de 2017.

## Jugadores participantes del cuadro de individuales
| Favorito | País                 | Jugador              | Rank1 | Posición en el torneo    |
| -------- | -------------------- | -------------------- | ----- | ------------------------ |
| 1        | Bandera de Argentina | Carlos Berlocq       | 68    | Cuartos de final, retiro |
| 2        | Bandera de Brasil    | Rogério Dutra Silva  | 85    | Cuartos de final         |
| 3        | Bandera de Japón     | Taro Daniel          | 119   | CAMPEÓN                  |
| 4        | Bandera de Italia    | Alessandro Giannessi | 121   | Baja                     |
| 5        | Bandera de Brasil    | João Souza           | 125   | Cuartos de final         |
| 6        | Bandera de España    | Íñigo Cervantes      | 126   | Primera ronda            |
| 7        | Bandera de Argentina | Guido Andreozzi      | 133   | Primera ronda            |
| 8        | Bandera de Argentina | Leonardo Mayer       | 141   | FINAL                    |

- 1 Se ha tomado en cuenta el ranking del 6 de marzo de 2017.

### Otros participantes
Los siguientes jugadores recibieron una invitación (wild card), por lo tanto ingresan directamente al cuadro principal (WC):
- Facundo Argüello
- Carlos Berlocq
- Andrea Collarini
- Juan Pablo Paz

Los siguientes jugadores ingresan al cuadro principal tras disputar el cuadro clasificatorio (Q):
- Daniel Dutra da Silva
- Christian Lindell
- Genaro Alberto Olivieri
- Matías Zukas

## Campeones

### Individual Masculino
- Taro Daniel  derrotó en la final a  Leonardo Mayer, 5–7, 6–3, 6–4

### Dobles Masculino
- Máximo González /  Andrés Molteni derrotaron en la final a  Guido Andreozzi /  Guillermo Durán, 6–1, 6–7(6), [10–5]